# 红星水库 (蛟河)
红星水库是中国吉林省吉林市蛟河市境内的一座水库，位于忙牛河上，建于1978年。水库正常库容为850万立方米，集雨面积为100平方千米，海拔为345.4米。